# Parabapta unifasciata
Parabapta unifasciata är en fjärilsart som beskrevs av Inoue 1986. Parabapta unifasciata ingår i släktet Parabapta och familjen mätare. Inga underarter finns listade i Catalogue of Life.